# 佐治日向守
佐治 日向守（さじ ひゅうがのかみ、生年不詳 - 天正13年（1585年）1月）は、安土桃山時代の武士。豊臣秀吉の妹で徳川家康の正室となった朝日姫の前夫とされる人物だが、その実在性には疑義がある。

## 人物
天正13年（1585年）朝日姫は兄・秀吉の命によって、徳川家康の正室として嫁いだ。朝日姫は既婚者であり、『朝野旧聞裒藁』が引く「古老聞書」や江戸時代中期に尾張藩士によって作成された『塩尻』『士林泝洄』によれば、それは秀吉の家臣だった副田吉成（甚兵衛、与左衛門）だったという。一方でほぼ同時期に編纂された『武徳編年集成』は、朝日姫の夫の名を佐治日向守として以下の記事を載せる。
秀吉は徳川家康を上洛させるために、自分の妹を既に夫のある身である妹の朝日姫を家康に嫁がせることを考え、また「佐治日向守は思慮深い人物なので、朝日姫を返さなければ天下が治まらないと言えば断らないだろう」と持論を述べ、婚姻を進めるよう織田信雄以下に命じた。佐治日向守の元へは生駒親正と堀尾吉晴を派遣して秀吉の命令を伝えさせた。それを聞いた日向守は「私たち夫婦が拒否すれば国家の害となる。朝日姫を返して天下が治まるならばどうして断ることがあるだろうか」と了承したが、「私が生きていてはよくないこともあるだろう」と言ってそのまま自害してしまった。朝日姫との間に子は無かった。
同時代の『御年譜微考』もほぼ同様の内容である。また成島司直は『三河後風土記』を校訂する際にこの記述を継承し、幕末に成立した『大日本野史』も同様の記述をしている。ただし「佐治日向守」の名は史料や他書には見られず、福田千鶴は浅井長政の三女・江が佐治一成と結婚した後に離縁させられた話が混同されたものではないかとしている。

## 登場作品
- 『大坂城の女』第6話「朝日姫哀話」（関西テレビ、1970年）演：御木本伸介
- 『徳川家康』（NHK大河ドラマ、1983年）演：伊藤豪
- 『徳川家康 戦国最後の勝利者』（テレビ朝日、1992年）演：川地民夫（役名：佐治秀正）